# Vieirópolis
Vieirópolis est une ville brésilienne du nord-ouest de l'État de la Paraíba.
Sa population était estimée à 4 756 habitants en 2007. La municipalité s'étend sur 147 km2.